# مویا برنان
مویا برنان (انگلیسی: Moya Brennan یا Máire Ní Bhraonáin ; تلفظ ایرلندی: [mˠa:rʲə nʲi: vɾˠi:n̪ˠa:n] زادهٔ ۴ اوت ۱۹۵۲) که همچنین به عنوان Máire Brennan شناخته می‌شود، یک موسیقی‌دان، خواننده، ترانه‌سرا، نوازنده چنگ و نیکوکار اهل جمهوری ایرلند است.
مویا برنان اجرای حرفه‌ای خود را از سال ۱۹۷۰ وقتی خانواده‌اش گروه کلاناد تشکیل دادند و به عنوان «بانوی اول موسیقی سلتیک» در نظر گرفته شد. مویا اولین آلبوم انفرادی خود را در سال ۱۹۹۲ با نام مایر ( Máire)، منتشر کرد که یک کار موفقیت‌آمیز بود.

مویا برنان دو بار نامزد جایزه گرمی و یک‌بار برنده جایزه امی شده‌است. وی برای چندین موسیقی متن فیلم از جمله تایتانیک، برای پایان دادن به همه جنگ‌ها و آرتور شاه موسیقی اجرا کرده‌است.